# Toxorhina australasiae
Toxorhina australasiae là một loài ruồi trong họ Limoniidae. Chúng phân bố ở miền Australasia.